# حنیفه محی‌الدیناونه
حنیفه محی‌الدیناوه (تاجیکی: Ханифа Мухиддиновна Мавлянова؛ ۳۰ ژانویهٔ ۱۹۲۴ – ۲۴ اکتبر ۲۰۱۰) خواننده، خواننده اپرا، مربی موسیقی، بازیگر، و سیاستمدار اهل اتحاد جماهیر شوروی سوسیالیستی بود.
وی همچنین برندهٔ جوایزی همچون نشان لنین، جایزه هنرمند مردمی اتحاد جماهیر شوروی، و نشان پرچم سرخ کار شده‌است.